# Луїджі Мілан
Луїджі Мілан (італ. Luigi Milan, нар. 10 грудня 1937, Мірано) — італійський футболіст, що грав на позиції півзахисника, зокрема за «Аталанту». По завершенні ігрової кар'єри — тренер.

## Ігрова кар'єра
Народився 10 грудня 1937 року в місті Мірано. Вихованець футбольної школи «Італо Спорт Венеція».
У дорослому футболі дебютував 1956 року виступами за «Венецію», в якій провів три сезони, взявши участь у 64 матчах чемпіонату. 
Згодом з 1959 по 1963 рік грав у складі «Удінезе», «Фіорентини» та «Катанії». З «Фіорентиною» 1961 року став володарем Кубка Італії і Кубка володарів кубків УЄФА. У фіналі єврокубка став автором трьох з чотирьох голів італійців, які за сумою двох ігор здолали шотландський «Рейнджерс» з рахунком 4:1.
1963 року перейшов до «Аталанти». Відіграв за бергамський клуб наступні шість сезонів своєї ігрової кар'єри.
Протягом 1969—1970 років захищав кольори клубу «Понтедера», а завершував ігрову кар'єру у команді «Ровіго», за яку виступав до 1972 року.

## Кар'єра тренера
Розпочав тренерську кар'єру невдовзі по завершенні кар'єри гравця, 1973 року, очоливши тренерський штаб клубу «Ольбія».
Згодом до 1990 року тренував ще низку нижчолігових італійських команд.

## Титули і досягнення

### Командні
- Володар Кубка Італії (1):

«Фіорентина»: 1960-1961
- Володар Кубка Кубків УЄФА (1):

«Фіорентина»: 1960-1961

### Особисті
- Найкращий бомбардир Кубка Італії (1):

1960-1961 (4 голи)